# Liste der Bodendenkmäler in Steindorf (Schwaben)
Auf dieser Seite sind die Bodendenkmäler in der schwäbischen Gemeinde Steindorf zusammengestellt. Diese Tabelle ist eine Teilliste der Liste der Bodendenkmäler in Bayern. Grundlage ist die Bayerische Denkmalliste, die auf Basis des Bayerischen Denkmalschutzgesetzes vom 1. Oktober 1973 erstmals erstellt wurde und seither durch das Bayerische Landesamt für Denkmalpflege geführt wird. Die folgenden Angaben ersetzen nicht die rechtsverbindliche Auskunft der Denkmalschutzbehörde.

## Bodendenkmäler in Steindorf

### Gemarkung Eresried
| Lage       | Objekt | Akten-Nr.     | Bild |
| ---------- | --- | ------------- | ---- |
| (Standort) | Mittelalterliche und frühneuzeitliche Befunde im Bereich der katholischen Pfarrkirche St. Georg in Eresried. | D-7-7732-0085 |      |
| (Standort) | Grabhügel der Hallstattzeit.                                                                                 | D-7-7832-0001 |      |

### GemarkungHausen bei Hofhegnenberg
| Lage                     | Objekt | Akten-Nr.     | Bild |
| ------------------------ | --- | ------------- | ---- |
| (Standort)               | Villa rustica der römischen Kaiserzeit.                                                                              | D-7-7732-0011 |      |
| (Standort)               | Siedlung vorgeschichtlicher Zeitstellung.                                                                            | D-7-7732-0025 |      |
| (Standort)               | Siedlung vorgeschichtlicher Zeitstellung und der Latènezeit.                                                         | D-7-7732-0042 |      |
| Dorfstraße 12 (Standort) | Mittelalterliche und frühneuzeitliche Befunde im Bereich der katholischen Filialkirche St. Peter und Paul in Hausen. | D-7-7732-0081 |      |

### GemarkungHofhegnenberg
| Lage                                                   | Objekt | Akten-Nr.     | Bild           |
| ------------------------------------------------------ | --- | ------------- | -------------- |
| (Standort)                                             | Grabhügel der Bronzezeit sowie Siedlung und Gräber der Latènezeit und der römischen Kaiserzeit.                                                           | D-7-7732-0007 |                |
| Herzog-Wilhelm-Straße 22; Benefiziatenweg 4 (Standort) | Mittelalterliche und frühneuzeitliche Befunde im Bereich von Schloss Hofhegnenberg und seiner Vorgängerbauten; Grabhügel vorgeschichtlicher Zeitstellung. | D-7-7732-0024 | weitere Bilder |

### Gemarkung Steindorf
| Lage                     | Objekt | Akten-Nr.     | Bild           |
| ------------------------ | --- | ------------- | -------------- |
| (Standort)               | Siedlung vor- und frühgeschichtlicher Zeitstellung.                                                             | D-7-7731-0025 |                |
| (Standort)               | Straße der römischen Kaiserzeit.                                                                                | D-7-7731-0028 |                |
| (Standort)               | Graben vor- und frühgeschichtlicher Zeitstellung                                                                | D-7-7731-0030 |                |
| (Standort)               | Siedlung des Neolithikums sowie der Bronze- und Urnenfelderzeit.                                                | D-7-7731-0049 |                |
| (Standort)               | Siedlung der römischen Kaiserzeit.                                                                              | D-7-7731-0050 |                |
| (Standort)               | Siedlung der frühen Latènezeit.                                                                                 | D-7-7731-0232 |                |
| (Standort)               | Viereckschanze der jüngeren Latènezeit.                                                                         | D-7-7732-0008 |                |
| (Standort)               | Körpergräber des Frühmittelalters.                                                                              | D-7-7732-0020 |                |
| (Standort)               | Siedlung der Bronzezeit.                                                                                        | D-7-7732-0060 |                |
| Schulstraße 8 (Standort) | Mittelalterliche und frühneuzeitliche Befunde im Bereich der katholischen Pfarrkirche St. Stephan in Steindorf. | D-7-7732-0084 | weitere Bilder |